# 1re division blindée (Royaume-Uni)
Pour les articles homonymes, voir 1re division.
La 1re division (Royaume-Uni) (1st (United Kingdom) Division), connue jusqu'en 2014 comme  1re division blindée (1st Armoured Division) est une division de la British Army (armée de terre britannique). Formée en octobre 1937 comme « division mobile » (Mobile Division), elle a pris part à la Seconde Guerre mondiale. La division fut dissoute après-guerre, pour être reconstituée en 1976 sous le commandement de la British Army of the Rhine (BAOR), et stationnée en Allemagne jusqu'en son transfert en Angleterre en 2004.

## Historique
Lors de la guerre du Golfe de 1991, elle participa à la bataille de 73 Easting contre les forces irakiennes.

## Organisation

### Seconde Guerre mondiale
Pendant la Seconde Guerre mondiale, en 1940, la 1st Armoured Division est commandée par le général Evans (en). Elle est engagée conjointement avec la 3e DLC française, dont le chef commande un groupement comprenant notamment ces deux unités.

### Guerre froide

1re division blindée en 1989.

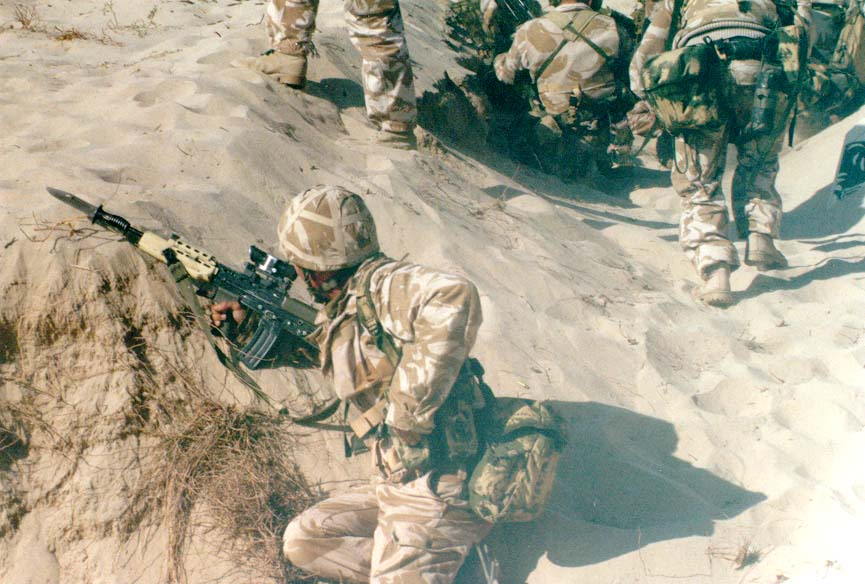
Un soldat de la 1re division blindée britannique avec un L85 baïonnette au canon lors de l'opération Bouclier du désert avant la guerre du Golfe le 6 janvier 1991, il porte un casque Mk. 6 et un camouflage DPM.

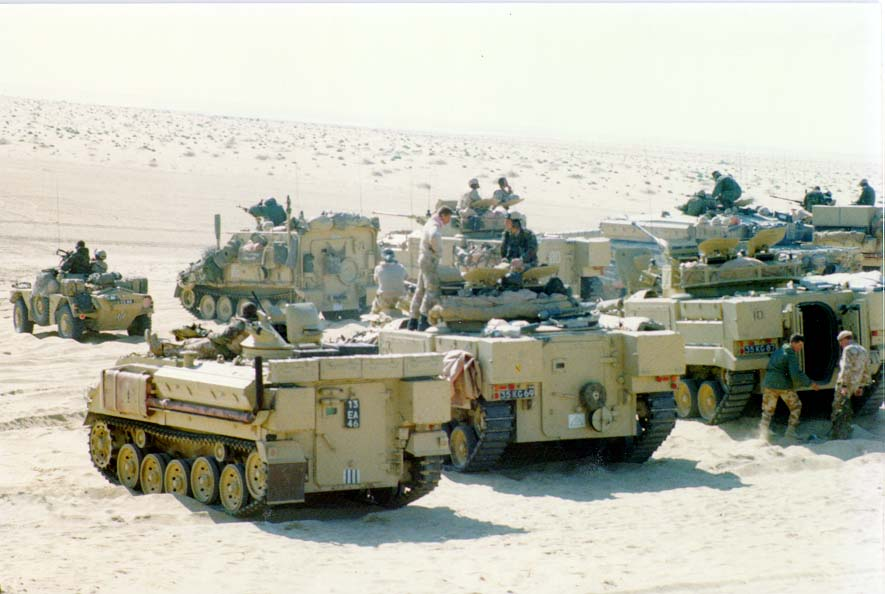
Le contingent britannique engagé lors de la guerre du Golfe en 1990/1991 opérations Desert Shield et Desert Storm était pour l'essentiel constitué d'éléments mécanisés/blindés prélevés au I Corps de la BAOR. Ici des véhicules de la (UK) Armoured Division.

Reconstitué en 1976 au sein du 1er corps d'armée britannique, elle est une des divisions du NORTHAG de l'OTAN ayant pour zone d'opération le nord de l'Allemagne de l'Ouest.
Durant la guerre du Golfe de 1991, elle est déployée en Arabie Saoudite et participe à la libération du Koweït. Sur le plan logistique, il fallait 1 200 tonnes de munitions, 450 tonnes de carburant, 350 tonnes d'eau et 30 000 rations individuelles.

### Organisation des années 1990-2000

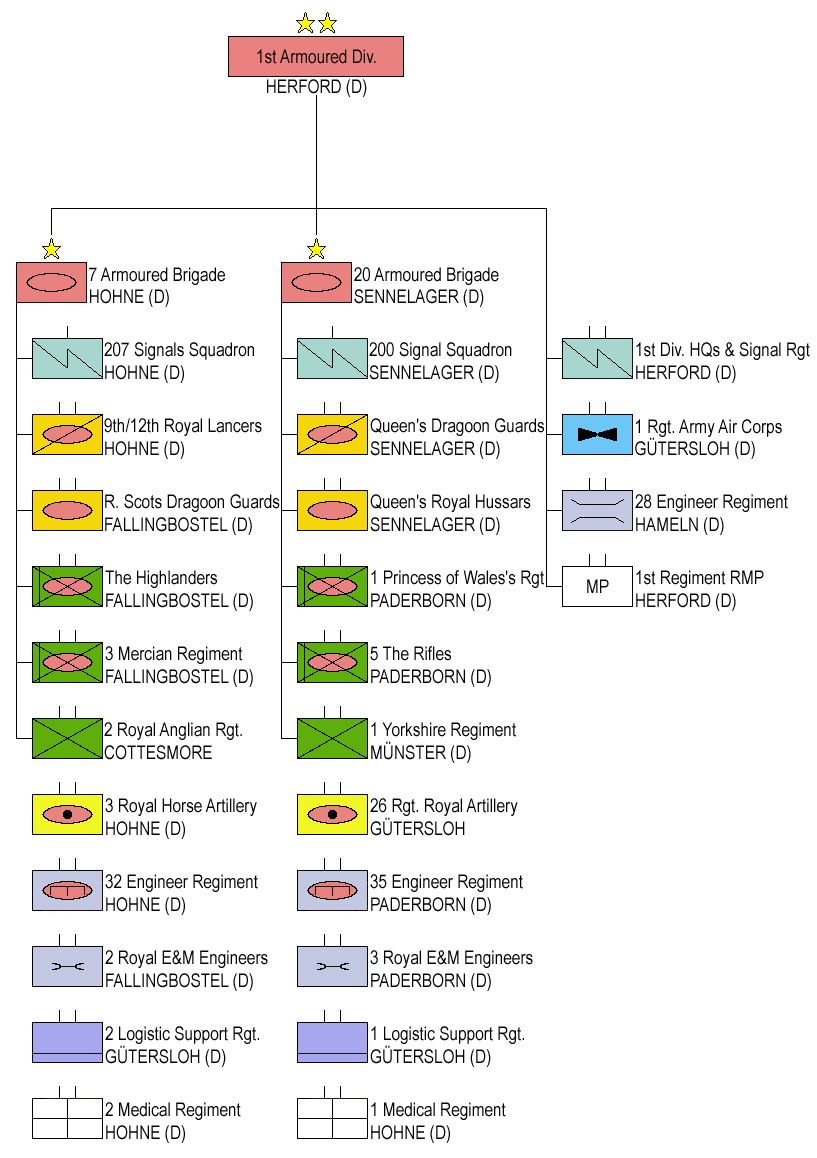
Structure de la 1re division blindée en 2013 avant son rapatriement au Royaume-Uni.

En 1993, la 1re division blindée (1st (UK) Armoured Division) est formée à partir de la 4e division blindée et fait partie des forces britanniques en Allemagne.
Elle fut redéployée dans la zone du Golfe en 2003 pour participer à la guerre d'Irak. Elle assurait la sécurité du Sud de l'Irak, y compris la ville de Bassorah, durant l'invasion du pays.
La 1re division blindée a été la dernière division britannique stationnée en Allemagne. Le quartier général se trouve alors à Herford, et est administré par le Commander Field Army, qui fait partie du Land Command à Wilton. Le 1er juin 2015, la division est retirée de Herford et stationnée à York (nord de l'Angleterre).
L'insigne de la division date de 1983, et associe le triangle rouge « fer de lance » de la 1re division d'infanterie, avec le rhinocéros qui charge de la 1re division blindée utilisé pendant la Seconde Guerre mondiale.
Les brigades suivantes font partie de la 1re division blindée[Quand ?] :
Brigades de combat
- 4e brigade mécanisée (4th Mechanized Brigade), rattaché depuis à la 3e division d'infanterie
- 7e brigade blindée (7th Armoured Brigade)
- 20e brigade blindée (20th Armoured Brigade)

Brigades de soutien
- 102e brigade logistique (102nd Logistic Brigade)
- 4e brigade de déploiement rapide (République tchèque) (4th Czech Rapid Deployment Brigade)

Unités associées à la division
- 1er régiment de l'Army Air Corps (1st Regiment Army Air Corps) (Lynx)
- 12e régiment de la Royal Artillery (12th Regiment Royal Artillery) (Air Defence)
- 9e/12e Royal Lancers (9th/12th Royal Lancers) (Formation Reconnaissance)
- 1er régiment de soutien logistique du Royal Logistic Corps (1st Logistic Support Regiment, Royal Logistic Corps)
- 2e régiment de soutien logistique du Royal Logistic Corps (2d Logistic Support Regiment, Royal Logistic Corps)
- 1er régiment de la Royal Military Police (1st Regiment, Royal Military Police)
- 1er régiment des transmissions de la division blindée (1st Armoured Division Signal Regiment)

Début 2005, la 1re division blindée regroupe 17 000 hommes et aligne 150 chars de combat Challenger 2 et 450 véhicules blindés de combat d’infanterie MCV-80 Warrior.

### Brigades de l'OTAN affecté à la1redivisionblindée
En date de 2004, dans le cadre du Allied Command Europe Rapid Reaction Corps (en) (ARRC), deux brigades sont alors rattachées à cette division.
De le 13 décembre 1994 à sa dissolution en 2005, une brigade des forces armées danoises dont le QG est à Vordingborg et appelée alors Danish International Brigade (en) (DANBDE) est affectée dans le cadre de l'ARRC à cette division. Cette formation a été rebaptisée Danish Reaction Brigade (en) dans les années 2000. Elle compte 1 500 militaires en temps de paix et 4 500 en temps de guerre.
La 4e brigade de réaction rapide (4. Brigáda Rychlého Nasazení) des forces armées tchèques stationnée à Žatec est également affectée à cette unité.

## Depuis 2014
Avec la fin des forces britanniques en Allemagne, elle est en 2014 au rapatriée au Royaume-Uni et, en date de 2019, elle est l’une des deux divisions d'active de la British Army.

### Les autres division de laBritish Army
- 2e division d'infanterie
- 3e division d'infanterie
- 4e division d'infanterie
- 5e division d'infanterie
- 6e division d'infanterie